# Mala gente
Mala gente è un film argentino del 1952 diretto da Don Napy.
Ha come protagonisti Hilda Bernard e Lina Bardo. Uscito nelle sale argentine il 19 marzo 1952, è stato scritto dallo stesso regista e da Antonio Corma.